# Spaarnwoude
Spaarnwoude est un village néerlandais qui fait partie de Haarlemmermeer, une commune dans la province de Hollande-Septentrionale. Spaarnwoude est situé à 5 km au nord-est de Haarlem. Il s'agit d'une commune indépdendante jusqu'en 1857, date à laquelle il fusionne avec Haarlemmerliede pour former la commune de Haarlemmerliede en Spaarnwoude.
La population du district statistique — village et campagne environnante — de Spaarnwoude est de 200 habitants environ en 2005.